# Georg Merling

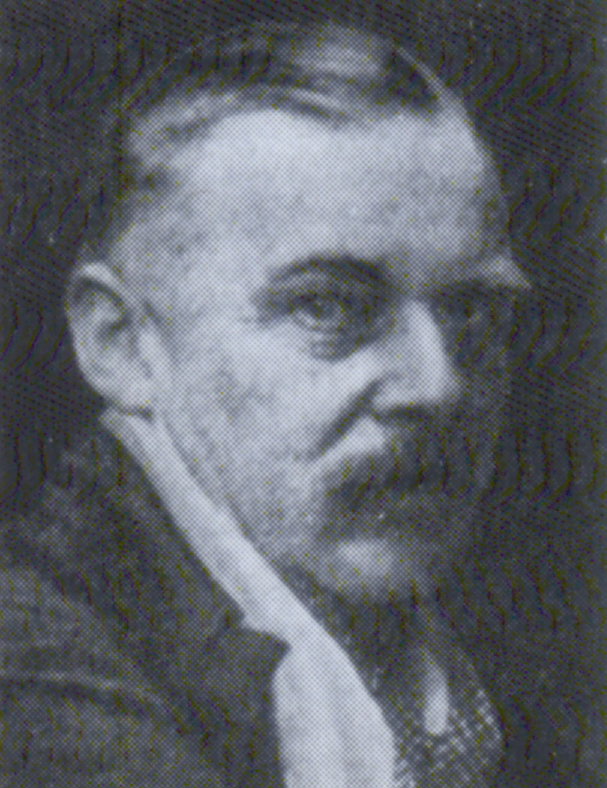
Georg Merling

Heinrich Wilhelm Georg Merling (* 22. Juli 1856 in Berlin; † 5. Januar 1939 in Bensheim) war ein deutscher Chemiker. 

## Leben
Merling war der Sohn von August Merling (1825–1884), der Hilfslehrer an der Artillerie- und Ingenieursschule in Berlin und seit 1871 Provinzialtelegraphendirektor in Hannover war, und dessen Frau Auguste, geb. Arnold. Georg Merling studierte an der TH Hannover Chemie. Im April 1882 war er zunächst für einen Monat Assistent für Chemie an der TH Hannover, bevor er an die Universität Marburg ging, wo er dieselbe Funktion bis 1885 innehatte und 1882 promoviert wurde. Von 1884 bis 1885 arbeitete er zudem in der chemischen Fabrik C. A. F. Kahlbaum in Berlin und ab 1886 in der Anilinfarbenfabrik Ivan Levinstein & Sons in Blackley bei Manchester. Von 1888 bis 1890 war er in der Firma Meister, Lucius & Brüning (den späteren Farbwerken) in Höchst tätig, bevor er an die TH Hannover zurückkehrte. 
Hier war er zunächst Assistent, bevor er 1891 habilitiert und zum Privatdozenten für analytische Chemie ernannt wurde. 1893 wurde er dann Dozent für organische Chemie; im gleichen Jahr wurde ihm der Titel Professor verliehen. Von 1894 ab arbeitete er in verschiedenen Chemie-Firmen in München, Berlin, Höchst, Miltitz und Leverkusen. 1922 trat Merling in den Ruhestand. 1926 wurde ihm der Ehrendoktortitel der Ingenieurwissenschaften der TH Hannover verliehen. Seit 1872 lebte Merling in Bensheim.